# Adiabatisch proces

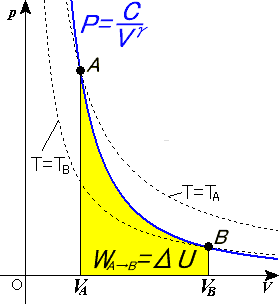
Druk-volume-grafiek van een adiabatisch proces van een gas. Van punt A naar punt B neemt de druk van het gas af en het volume toe, terwijl de temperatuur daalt van tot. Er wordt geen warmte met de omgeving uitgewisseld. De arbeid ΔU die het gas verricht is het oppervlak onder de kromme. De lijn die A en B verbindt is een adiabaat. De stippellijnen zijn isothermen.

In de thermodynamica is een adiabatisch proces (Grieks: α (a), niet, en διαβαίνειν (diabaínein), doorheengaan) een proces waarin geen warmte met de omgeving wordt uitgewisseld. De lijn in een grafiek die een systeem doorloopt tijdens zo'n proces, wordt adiabaat genoemd.
Voor een ideaal gas kan een adiabatisch proces beschreven worden aan de hand van de ideale gaswet.

## Adiabatische en isotherme processen
Wanneer een exotherm proces adiabatisch wordt uitgevoerd, neemt de temperatuur van het systeem toe omdat het systeem de ontwikkelde warmte behoudt.
Als men bijvoorbeeld methaan (aardgas) in de juiste hoeveelheid lucht verbrandt - zonder de warmte die daarbij vrijkomt aan de omgeving af te staan - wordt de hoogst mogelijke temperatuur bereikt. De energie die bij de verbranding vrijkomt wordt alleen gebruikt om de aanwezige gassen te verwarmen. Deze temperatuur noemt men de adiabatische vlamtemperatuur van methaan in lucht. Als men methaan in zuivere zuurstof verbrandt is de adiabatische vlamtemperatuur hoger, omdat dan geen inert stikstofgas (dat niet deelneemt aan de reactie) hoeft te worden opgewarmd.
Omgekeerd geldt dat wanneer een endotherm proces adiabatisch wordt uitgevoerd, de temperatuur van het systeem afneemt, omdat de benodigde warmte niet van buiten wordt aangevoerd. Een voorbeeld hiervan is de werking van een koelkast waarbij een samengeperst gas door een vernauwing expandeert. De temperatuur van het gas neemt daarbij af.
Zoals bij de koelkast duidelijk is, is het soms niet moeilijk om een systeem van de buitenwereld te isoleren. Wanneer een proces zeer snel plaatsvindt, is er geen tijd om warmte met de omgeving uit te wisselen, en is het proces in eerste benadering adiabatisch. Zo kan de arbeidsslag in een verbrandingsmotor prima adiabatisch worden beschreven.
Het tegengestelde van een adiabatisch proces is een proces waarbij de warmte-uitwisseling met de omgeving ervoor zorgt dat de temperatuur tijdens het proces niet verandert. Dit heet een isotherm proces. Veel cyclische processen die in de techniek worden gebruikt bevatten zowel adiabatische als isotherme onderdelen.
In de praktijk verlopen toestandsveranderingen noch volkomen adiabatisch, noch volkomen isotherm, maar liggen de toestandsveranderingen tussen de twee in. Dit noemt men dan polytrope toestandsveranderingen.

## Meteorologie

Temperatuur-hoogte-diagram:
Droog-adiabaten
verzadigd-adiabaten

De processen die lucht in de atmosfeer ondergaat, zijn te onderscheiden in isobare processen en adiabatische processen. Bij een isobaar proces blijft de luchtdruk in een luchthoeveelheid ongeveer gelijk. Horizontale luchtbewegingen (advectie) zijn bij benadering isobaar waar warmte-uitwisseling met de omgeving plaats kan vinden.
Bij adiabatische processen kunnen onder meer druk en temperatuur wel veranderen, maar is er vrijwel geen warmte-uitwisseling met de omgeving. Verticale luchtbewegingen (convectie en subsidentie) verlopen adiabatisch. Een stijgende luchtbel koelt dus niet af omdat de omgevende lucht kouder wordt, maar omdat de luchtdruk afneemt, waardoor de bel uitzet. Dit kost arbeid, die door de luchtbel geleverd moet worden. Hierdoor daalt de temperatuur van de opstijgende luchtbel, en stijgt deze als de luchtbel daalt.

### Droog-adiabatische processen
Bij droog-adiabatische processen hoeft de lucht niet volledig droog te zijn, maar is ze niet volledig verzadigd met waterdamp: de relatieve luchtvochtigheid is minder dan 100%. Hierbij daalt de temperatuur per 100 m stijging met 1 °C, de droog-adiabatische temperatuurgradiënt {\displaystyle \gamma _{d}}. In aerologische diagrammen wordt dit uitgezet met droog-adiabaten.

### Verzadigd-adiabatische processen
Bij verzadigd-adiabatische processen is de lucht volledig verzadigd met waterdamp en is de relatieve luchtvochtigheid 100%. Daarnaast bevat deze natte lucht waterdruppeltjes of ijskristalletjes. Door de afkoeling bij toenemende hoogte kan de lucht minder waterdamp bevatten. Deze condenseert totdat de maximale dampdruk bij die temperatuur bereikt is bij het dauwpunt. Aangezien lucht bij lagere temperatuur minder waterdamp kan bevatten, zal er condensatie optreden. Hierbij komt warmte vrij, waardoor de temperatuur met minder dan 1 °C per 100 m afneemt, de verzadigd-adiabaat {\displaystyle \gamma _{s}}.
Het verloop van de verzadigd-adiabaat (lijn in de temperatuur-hoogte-grafiek, zie figuur) hangt af van de hoeveelheid waterdamp die condenseert bij de stijging van de lucht. Bij toenemende hoogte neemt deze af, zodat de verzadigd-adiabaten afbuigen richting de droog-adiabaten. Omdat warme lucht meer waterdamp kan bevatten dan koude lucht, wijkt de verzadigd-adiabaat bij hogere temperaturen meer af van de droog-adiabaat dan bij lage temperaturen. Bij de Noord- en Zuidpool zal verzadigde lucht dan ook sneller afkoelen met toenemende hoogte dan in de tropen.